# Karel Čihalík
Karel Čihalík (31. ledna 1916 Přerov – 25. června 1942 Auschwitz) byl český pedagog, odbojář a oběť nacismu.

## Život
Karel Čihalík se narodil 31. ledna 1916 v Přerově. Ještě jako dítě osiřel a byl vychováván pěstouny na Ostravsku. Vystudoval učitelský ústav v Slezské Ostravě, odmaturoval v roce 1935 a začal jako učitel působit ve Stěbořicích. Byl členem Československé strany národně socialistické a skautským vedoucím. Jemu a jeho manželce Věře se narodil syn Karel. V roce 1940 začal učit na smíšené obecné škole v ulici Na Dědině v Michálkovicích. Přes probíhající okupaci se snažil posilovat národní cítění a též šířil zprávy z rádia BBC a organizoval jeho společný ilegální poslech. Zapojil se do protinacistického odboje, spolupracoval s organizací Slezský odboj. Přes Klub československých turistů se podílel na podpoře rodin vězněných. Za svou činnost byl udán a 30. září 1941 zatčen gestapem v budově školy. Vězněn a vyslýchán byl v Ostravě a Brně, poté byl převezen do koncentračního tábora Auschwitz. Zde 25. června 1942 zahynul. 

## Posmrtná ocenění
- Karlu Čihalíkovi byl v roce 1948 in memoriam udělen Československý válečný kříž 1939
- Karlu Čihalíkovi a jeho kolegovi Miloslavu Tvrdému byla na budově bývalé školy v Michálkovicích, kde působil, odhalena pamětní deska. Po přestavbě budovy na bytový dům byla přemístěna do interiéru.[1]
- Karel Čihalík byl in memoriam povýšen do funkce řídícího učitele
- Po Karlu Čihalíkovi byla pojmenována jedna z ulic v Michálkovicích[2]